# Le Ratichon baigneur
Le Ratichon baigneur et autres nouvelles inédites est un livre de Boris Vian publié en 1981. Il réunit quinze nouvelles écrites entre 1946 et 1950.
Ces nouvelles, de tonalité policière, romantique, ou fantastique, souvent inspirées de la culture jazz, n'ont été éditées qu'à titre posthume.
Par ordre alphabétique :
- Divertissements culturels
- Francfort sous-la-Main
- L'Assassin
- La Valse
- Le Motif
- Le Ratichon baigneur
- Les Filles d'avril
- L'Impuissant
- Marthe et Jean
- Maternité
- Méfie-toi de l'orchestre
- Un test
- Un drôle de sport
- Une grande vedette
- Un métier de chien